# 彼得羅夫-拉祖莫夫站
彼得羅夫-拉祖莫夫站（羅馬化：Petrovsko-Razumovskaya）是俄羅斯莫斯科地鐵謝爾普霍夫-季米里亞澤夫線及柳布林諾-德米特羅夫線的跨月台轉車站，開通於1991年3月7日，是謝爾普霍夫－季米里亞澤夫線北部的主要車站之一，平均每日客流量約有8萬人。柳布林諾-德米特羅夫線自2016年9月16日開通至本站。

## 外部連結
- Station description at the Moscow Metro website[永久]